# والدورف (مینه‌سوتا)
والدورف، مینه‌سوتا (به انگلیسی: Waldorf, Minnesota) یک شهر در ایالات متحده آمریکا است که در شهرستان وسکا، مینه‌سوتا واقع شده‌است.

## خصوصیات
والدورف ۰٫۹۸ کیلومترمربع مساحت و ۲۲۹ نفر جمعیت دارد و ۳۲۹ متر بالاتر از سطح دریا واقع شده‌است.